# Јаник Бри
Јаник Бри (фр. Yannick Bru; 22. мај 1973) бивши је професионални рагбиста и некадашњи репрезентативац Француске. Тренутно ради као помоћни тренер у стручном штабу француске репрезентације и то као тренер мелеа.

## Каријера
Играо је на позицији талонера. Целу каријеру је провео у Француској, играјући у првом и другом рангу тамичења.

### Клупска каријера
У каријери је поред Тулуза, играо и за Ош Герс и Коломиерс. За четвороструког шампиона Европе Стад Тулуз одиграо је 197 утакмица и постигао 7 есеја. Са Тулузом је освајао како титулу првака Европе, тако и титулу првака Француске.

### Репрезентација Француске
За репрезентацију Француске дебитовао је 2001. Играо је за Француску у купу шест нација, који је освајао два пута,. Био је део селекције Француске на светском првенству одржаном у Аустралији 2003. Дао је 1 есеј у 18 тест мечева колико је одиграо у дресу "галских петлова".

## Успеси
Титула првака Француске са Тулузом 1999, 2001.
Куп Француске са Тулузом 1998.
Титула шампиона Европе са Тулузом 2003, 2005.
Куп шест нација са Француском 2002, 2004.